# Nether Haddon
Nether Haddon – wieś i civil parish w Anglii, w Derbyshire, w dystrykcie Derbyshire Dales. W 2001 roku civil parish liczyła 11 mieszkańców. Nether Haddon jest wspomniana w Domesday Book (1086) jako Hadune/Hadun/Haduna.